# Área micropolitana de Somerset (Pensilvania)
El área micropolitana de Somerset,  y oficialmente como Área Estadística Micropolitana de Somerset, PA µSA tal como lo define la Oficina de Administración y Presupuesto, es un Área Estadística Micropolitana centrada en la localidad de Somerset en el estado estadounidense de Pensilvania. El área micropolitana tenía una población en el Censo de 2010 de 77.742 habitantes, convirtiéndola en la 97.º área micropolitana más poblada de los Estados Unidos. El área micropolitana de Somerset comprende el condado de Somerset, siendo Somerset la localidad más poblada.

## Geografía
El área estadística micropolitana de Somerset se encuentra ubicada en las coordenadas 39°58′N 79°02′O / 39.97, -79.03.

## Composición del área micropolitana

### Boroughs
| - Addison - Benson - Berlin - Boswell - Callimont - Casselman - Central City - Confluence - Garrett | - Hooversville - Indian Lake - Jennerstown - Meyersdale - New Baltimore - New Centerville - Paint - Rockwood | - Salisbury - Seven Springs (parcial) - Shanksville - Somerset - Stoystown - Ursina - Wellersburg - Windber |

### Municipios
| - Municipio de Addison - Municipio de Allegheny - Municipio de Black - Municipio de Brothersvalley - Municipio de Conemaugh - Municipio de Elk Lick - Municipio de Fairhope - Municipio de Greenville | - Municipio de Jefferson - Municipio de Jenner - Municipio de Larimer - Municipio de Lincoln - Municipio de Lower Turkeyfoot - Municipio de Middlecreek - Municipio de Milford - Municipio de Northampton | - Municipio de Ogle - Municipio de Paint - Municipio de Quemahoning - Municipio de Shade - Municipio de Somerset - Municipio de Southampton - Municipio de Stonycreek - Municipio de Summit - Municipio de Upper Turkeyfoot |

### Lugares designados por el censo
- Cairnbrook
- Davidsville
- Edie
- Friedens
- Jerome

### Áreas no incorporadas
- Jenners
- Springs